# 服部家具センター
株式会社服部家具センター（はっとりかぐセンター）は、愛知県名古屋市港区に本社を置く企業。アウトレットを含むインテリア用品（家具）の小売業を営んでいる。
愛知県を中心に岐阜県・三重県・福井県・奈良県に16店舗を展開する。

## 沿革
- 1965年6月 - 創業[3]。
- 1973年8月 - 設立。

## 店舗展開
ヤマダデンキ（日進店）、エディオン（パワードーム半田店）などと併設による出店および、単独出店を展開している。
店舗の内訳は、新品を扱う「服部家具センター｣が10店舗、アウトレットを扱う「家具のアウトレット」が6店舗である。

## オリジナルアニメ
2023年3月〜5月にオリジナルアニメーション「インテリアドリーム3部作」（Episode-1、2、3）を公開。家具を通して家族の絆を描いている。

### あらすじ
- 父・母・娘という家族3人の物語。家族の食卓とインテリアショップでの交流を通して、娘が中学生、大学生、社会人と成長していく過程を描いている。

Episode-1
朝の食卓風景。中学3年生の娘は朝食もとらずに学校へ。父がインテリアショップへ家具を見に行くことを伝えるが娘は無視。それでも娘はショップへやってくるが、食卓を選びなさいと言う父に「どれでもいい」と答える。対して店員が食卓を選ぶ基準に答えたのは「家族の笑顔が見える食卓」だった。
Episode-2
朝の食卓風景。娘は21歳になっている。今度の春に大学を卒業する4年生。社会人になったら一人暮らしをするという父母との約束だったので一生懸命料理を覚えている。それを見守りながら寂しそうな父。「たまには帰ってうちで食べればいい」という父に「絶対に帰らないから」と宣言する娘。悲しい顔になる父に娘は「一人暮らしの部屋にもお父さんが選んでくれた食卓があるから大丈夫」と言うが、「あの食卓選ぶのにずいぶん時間がかかったなあ」と返す父。それに対して娘は「お父さんの笑顔を探していたからよ」と答えるのだった。
Episode-3
Episode-2から3年後。父と母が外出から帰ってくると、電気も点けずに娘が食卓で座っている。理由は何も問わずに「ゆっくりしていきなさい」と父。「夕ご飯食べていけるんでしょ」と母。娘が「いらない」と答えると、母は「今日はシチューよ」と言う。シチューは中学生のときから娘の大好物だった。父は「食卓に座るとあったかいだろう」と娘に言う。娘が問うと「食卓は家族の絆を紡いでくれるんだ」と父が答える。

### 登場人物
娘（Episode-1＝14歳／Episode-2＝21歳／Episode-3＝24歳）
声 -桑木栄美里（全編）
本作の主人公で、14歳（中学3年生）、21歳（大学4年生）、24歳（社会人3年目）のシーンが描かれている。

父（Episode-1＝39歳／Episode-2＝50歳／Episode-3＝53歳）
声 -日比野正裕（全編）
主人公の父。娘が社会人になったときは電子機器メーカーの役員。娘との関係は紆余曲折があった。

母（Episode-1＝37歳／Episode-2＝48歳／Episode-3＝51歳）
声 -中島ゆかり（全編）
主人公の母。現在は専業主婦だが出産まで父と同じ会社で働いていた。

店員（Episode-1＝36歳）
声 -はるな（全編）
服部家具センターの店員。娘が生まれる前からお客さんと店員として家族ぐるみの付き合いをしている。

### スタッフ
- 原作・脚本 - 湯浅一敏（ケイズ・スタジオ）
- 監督・作画 - 柴田晃宏（スピード）
- キャラクターデザイン - 柴田晃宏（スピード）
- 美術監督 - 柴田晃宏（スピード）
- 編集 - 柴田晃宏（スピード）
- 主題歌 - 夏未（WALTZMORE）
- 音響監督 - 湯浅一敏（ケイズ・スタジオ）
- 音楽制作 - ケイズ・スタジオ
- プロデューサー - 湯浅一敏（ケイズ・スタジオ）
- 製作・著作 - 服部家具センターアニメプロジェクト製作委員会

## オリジナルソング
2022年に発表された服部家具センターのオリジナルソング。アニメーションのボイスドラマの主題歌として使用されている。タイトルは「Interior Dream（インテリアドリーム）」。作詞・作曲は、アニメ・ボイスドラマの構成・脚本・音響監督の湯浅一敏。歌・演奏／編曲は、WALTZMOREのpiano&vocal/ 弾き語り/音楽作家の夏未（なつみ）。夏未は、セブン&アイ クリエイトリンクのオリジナルアニメーションでも主題歌と劇伴を担当している。

## ボイスドラマ
2022年9月からスタートしたオリジナルボイスドラマ「Interior Dream」は、毎月1話完結の物語を前後編に分けて配信している。さまざまな家具をテーマに男女が登場する物語。テーマソングはアニメーションと同じく、夏未が歌う「インテリアドリーム」。

### 登場人物
女性
声 -桑木栄美里（全編）
幼女から学生、OL、主婦、祖母まで、あらゆる年代のCVを担当。

男性
声 -日比野正裕（全編）
幼稚園児から学生、青年、壮年、高齢者まで、あらゆる年代のCVを担当。

## その他
2007年に民事再生法の適用を申請した「服部家具店」（名古屋市中村区・従業員60人）とは無関係である。同社の新聞広告にも服部家具センターとは一切関係がない旨を記載していた。